# كارل غوستافسون
كارل غوستافسون (بالسويدية: Karl Gustafsson)‏ (و. 1888 – 1960 م) هو لاعب كرة قدم، من السويد، شارك في الألعاب الأولمبية الصيفية 1924، والألعاب الأولمبية الصيفية 1912، والألعاب الأولمبية الصيفية 1920، والألعاب الأولمبية الصيفية 1908، يلعب كمهاجم، توفي عن عمر يناهز 72 عاماً.

## روابط خارجية
- كارل غوستافسون على موقع الاتحاد الدولي (مؤرشف)  (الإنجليزية)
- كارل غوستافسون على موقع اتحاد السويد (السويدية)
- كارل غوستافسون على موقع قاعدة بيانات كرة القدم.إي يو (الإنجليزية)
- كارل غوستافسون على موقع ناشيونال فوتبول تيمز (الإنجليزية)
- كارل غوستافسون على موقع عالم كرة القدم.نت (الإنجليزية)
- كارل غوستافسون على موقع أوليمبيديا (الإنجليزية)
- كارل غوستافسون على موقع اللجنة الأولمبية السويدية (السويدية)